# Il teatro di Minnie
Il teatro di Minnie (The Matinee Idol) è un film muto del 1928 diretto da Frank Capra.

## Trama
L'idolo di Broadway, Don Wilson, sotto falso nome, si unisce ad una compagnia teatrale itinerante guidata dalla bella Ginger. La nuova compagnia si sforza di interpretare un repertorio drammatico finendo, invece, per far ridere Don, che decide di invitarli a Broadway dove, a loro insaputa, conta di farli diventare un'attrazione comica. Ma forse la coscienza gli rimorde... anche perché oramai si è innamorato di Ginger.

## Produzione
Il film fu prodotto da Frank Capra con la sua A Frank R. Capra Production, presentata dalla Columbia Pictures Corporation di Harry Cohn.

## Distribuzione
Distribuito dalla Columbia Pictures, il film uscì nelle sale cinematografiche statunitensi il 14 marzo 1928 con il titolo originale The Matinee Idol. La Film Booking Offices (FBO) lo distribuì nel Regno Unito, presentandolo il 15 gennaio 1930. In Francia, il film prese il nome di Bessie à Broadway, mentre in Italia fu ribattezzato come Il teatro di Minnie.
Considerato per lunghi anni un film perduto, a metà degli anni novanta ne venne trovata una copia alla Cinémathèque française che venne restaurata. La Sony Pictures completò il restauro nel 1997.
La Columbia TriStar Home video lo ha poi distribuito in video (VHS) e in DVD.